# Hektar
Hektár (oznaka ha) je enota za površino, enaka stotim (predpona hekto- pomeni stokrat večjo enoto) arom. Površina enega hektara ustreza ploščini kvadrata s stranico 100 m. En hektar je enak 10.000 m² ali 0,01 km². Zaradi svoje primerne velikosti je posebej v rabi v kmetijstvu.